# 里德 (加利福尼亞州)
里德（英語：Reed）是位於美國加利福尼亞州馬林縣的一個非建制地區。該地的面積和人口皆未知。

## 地理
里德的座標為37°54′18″N 122°30′02″W / 37.90500°N 122.50056°W，而該地的平均海拔高度為16米（即52英尺）。